# Język punan bah-biau
Język punan bah-biau (a. penan bah-biau) – język austronezyjski używany przez grupę ludności w malezyjskim stanie Sarawak (rejon rzek Merit i Rejang). Posługuje się nim 450 osób.
Dzieli się na dwa dialekty: punan bah (punan ba), punan biau.
Nie wykształcił piśmiennictwa.